# Emil Młynarski
Emil Młynarski (født 18. juli 1870 i Kibarty, Litauen - død 5. april 1935 i Warsawa, Polen) var en polsk komponist, dirigent, underviser og violinist.
Młynarski studerede violin og komposition på Sankt Petersborg Konservatorium hos bl.a. Nikolaj Rimskij-Korsakov og Anatolij Ljadov. Han har skrevet en symfoni, orkesterværker, koncertmusik, operaer, kammermusik, sange, og klaverstykker etc. Młynarski var lærer i komposition i Odessa, og var stifter og chefdirigent for Warszawas Filharmoniske Orkester og chefdirigent for det Skotske Filharmoniske Orkester (1910-1916). Han er mest kendt for sine to violinkoncerter og sin symfoni.

## Udvalgte værker
- Symfoni "Polen" (i F-dur) (1910) - for orkester
- Violinkoncert nr. 1 (i D-mol) (1897) - for violin og orkester
- Violinkoncert nr. 2 (i D-dur) (1916) - for violin og orkester
- Højtidelige fanfarer (1925) - for orkester
- Sonate (1895) - for klaver
- Sommernat (1913) - opera